# بوني غرير
بوني غرير (بالإنجليزية: Bonnie Greer)‏ هي كاتِبة أمريكية، ولدت في 16 نوفمبر 1948 في شيكاغو في الولايات المتحدة.